# Universidad Muhammad Ali Jinnah
La Universidad Mohammad Ali Jinnah es una universidad privada en Pakistán llamada así en honor de Muhammad Ali Jinnah quien es considerado Heróe nacional de Pakistán. El campus principal se encuentra en Karachi, la otra sede se encuentra en Islamabad. MAJU como también es abreviada se creó en 1998 tras la concesión de una carta del Gobierno de Sindh. Maju, a diferencia de algunas otras instituciones, que tienen un estatus de grado adjudicación, tiene un estatus de una universidad completa. La universidad está afiliada al Grupo de institutos de Punjab. El Doctor Abdul Wahab, ex vicerrector de la Universidad de Karachi, es el actual presidente de la universidad. La universidad es clasificada en la categoría X de la Comisión de Educación Superior de Pakistán.